# Savage (cantante)
Savage, noto anche come Robyx, pseudonimo di Roberto Zanetti (Massa, 28 novembre 1956), è un cantante, compositore e produttore discografico italiano.

## Biografia
Inizia la sua carriera musicale come cantante/tastierista in vari gruppi quali Fathima e i Pronipoti, Sangrià, Santarosa e Taxi. Con i Santarosa porta al successo i brani Souvenir e Piano piano, con i quali entra in classifica e partecipa a numerose trasmissioni televisive. Il primo successo come solista lo ottiene nel 1983 con il brano Don't Cry Tonight, bissato l'anno successivo con Only You, brano con cui diventa famosissimo in tutti i paesi europei. Nei Taxi conosce Adelmo Fornaciari, in arte Zucchero, con il quale intraprenderà in seguito diverse collaborazioni.
Nel frattempo si dedica anche alla produzione di altri cantanti: Rose con Magic Carillon, G.A.N.G. con il medley Incantations/Foreign Affair, Kamillo con Buenas Noches, Claudio Mingardi con Starman. Negli anni successivi fonda il suo personale studio di registrazione, Casablanca, e la sua etichetta discografica, la Dance World Attack, cavalcando l'onda del nuovo fenomeno musicale nato nella seconda metà degli anni ottanta, la musica house.
Tra le numerose produzioni vanno menzionate la versione in italiano di un successo dei Kraze intitolato The Party, cantato da Rubix e Pianonegro con il brano omonimo.
Tra gli anni ottanta e i novanta scrive e produce brani per Ice Mc, il cui primo grande successo è Easy, seguito da Cinema dall'album omonimo. Il brano Easy raggiunge il top delle classifiche di tutta Europa. Agli inizi degli anni novanta produce la prima grande hit mondiale di Double You, Please Don't Go, che si classifica al primo posto nelle classifiche di molte nazioni escluse Regno Unito e Stati Uniti, dove un gruppo di studio, i KWS, copiano i suoni e l'arrangiamento ottenendo successo e vincendo un Grammy come migliori produttori. Più tardi Roberto vince una causa legale contro di loro e il tribunale conferma che si è trattato di concorrenza sleale e plagio.
Dopo aver pubblicato alcuni singoli di minor successo sotto lo pseudonimo di Savage, quali Goodbye, I'm losing you, Celebrate e Love is death, decide di abbandonare la carriera solista per dedicarsi alla produzione. Sempre negli anni novanta pubblica su DWA il primo album di Corona, artista prodotta da Checco Bontempi che per lei ha composto The Rhythm Of The Night e tutti gli altri successi. A ruota poi scrive e produce un nuovo album di Ice Mc che contiene i successi Think about the way e It's a rainy day. Ben presto il suono DWA conquista tutte le classifiche europee, in Italia è l'etichetta che vende più singoli in assoluto e per tre anni di seguito il Festivalbar usa i suoi brani come sigla. Alla fine del decennio Roberto si dedica quasi esclusivamente a produrre e scrivere i brani di Alexia, lanciandola in tutta Europa, Inghilterra compresa.
Agli inizi del 2000 scrive e produce www.mipiacitu dei Gazosa, poi torna a collaborare con Zucchero Fornaciari con il quale aveva suonato in alcuni gruppi da ragazzo. Insieme al bluesman reggiano firma alcuni grandi successi come Baila, Ahum e Bacco perbacco. Nel 2002 ebbe una figlia chiamata Matilde. Nel 2005 decide di tornare ad esibirsi come artista, e si presenta in alcuni importanti festival quali Diskoteka 80 in Russia.
Nel 2011, affida la realizzazione della nuova versione di Don't Cry Tonight alla giovane musicista Alexandra Damiani; il brano verrà successivamente pubblicato nel febbraio del 2012. Nel maggio 2014, è ancora la Damiani a realizzare la nuova versione della hit di Savage Only You pubblicata originariamente nel 1984; nella nuova versione, Alexandra Damiani utilizza (oltre alla registrazione vocale originale di Savage) la voce della cantante Tayma.
Nel 2017 torna a collaborare con Zucchero Fornaciari per l'incisione del singolo Un'altra storia, contenuto in Wanted (The Best Collection).

## Discografia parziale

### Album
- 1984 – Tonight
- 2010 – Ten Years Ago
- 2020 – Love and Rain

### Singoli
- 1983 - Taxi by Harmony Music
- 1983 - Angelica by Harmony Music
- 1983 – Don't Cry Tonight
- 1984 – Only You
- 1984 – Radio/A Love Again
- 1985 – A love Again (Special Remix) / Fugitive
- 1985 – Time
- 1986 – Love Is Death
- 1986 – Celebrate
- 1988 – I'm Loosing You
- 1988 – So close
- 1989 – Good-Bye
- 1989 – I just died in your arms
- 1990 – Don't Leave Me
- 1993 – Something and Strangelove
- 1994 – Don't you want me
- 2009 – Twothousandnine
- 2013 – Save me
- 2016 – And you are
- 2020 – I Love You
- 2020 – Italodisco
- 2020 – Where Is The Freedom
- 2020 – Lonely Night

### Partecipazioni
- 2014 – Alexandra Damiani Vs. Savage Don't Cry Tonight
- 2014 – Alexandra Damiani & Tayma Vs. Savage Only You
- 2014 – The Namesakes Meet Savage Feat. Asia Ash - Only You
- 2019 – Reflex & Savage - Only You
- 2020 – SER feat. Savage - Non piangere stanotte (Don't Cry Tonight)